# Bernard Mensah
Bernard Mensah (* 17. Oktober 1994 in Accra) ist ein ghanaischer Fußballspieler.

## Karriere

### Verein
Mensah durchlief die West African Football Academy und wurde dann 2012 in die Nachwuchsabteilung des  Vereins Vitória Guimarães verpflichtet. Nach einer Saison begann er, für die Reservemannschaft des Vereins zu spielen. Im Sommer 2014 wurde er dann Teil des Profikaders und beendete seine erste Saison für diese mit fünf Toren in 30 Ligaspielen.
Nach seinem erfolgreichen Einstand bei den Profis von Vitória wurde er im Sommer 2015 von Atlético Madrid unter Vertrag genommen. Hier wurde er die ersten drei Spielzeiten für die Dauer von je einer Saison an die Vereine FC Getafe, Vitória Guimarães und zuletzt für die Saison 2017/18 in die türkische Süper Lig an Kasımpaşa Istanbul ausgeliehen.

### Nationalmannschaft
Im Juni 2015 debütierte Mensah für die Ghanaische Nationalmannschaft.